# 얼 콤즈

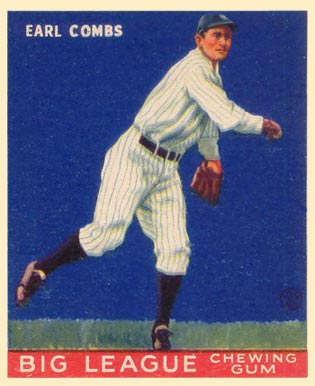

얼 콤즈(Earle Combs) 또는 얼 브라이언 콤즈(Earle Bryan Combs, 1899년 5월 14일 ~ 1976년 7월 21일)는 미국의 프로 야구 선수로, 선수 생활 전체를 뉴욕 양키스(1924~1935)에서 뛰었다. 콤즈는 1927년 양키스의 전설적인 팀(자주 살인 타선으로 불린다)에서 리드오프 타자이자 중견수로 활약했다. 그는 그 팀에서 미국 야구 명예의 전당에 헌액된 여섯 명의 선수 중 한 명이며, 나머지 다섯 명은 웨이트 호이트, 허브 페녹, 토니 라제리, 루 게릭 그리고 베이브 루스이다.
콤즈는 3루타 부문에서 세 차례 리그 선두를 차지했으며, 여러 시즌 동안 해당 부문에서 상위 10위 안에 들었다. 1934년 외야 펜스에 충돌하여 두개골 골절과 기타 부상을 입었고, 다음 시즌에 또 다른 부상을 당한 후 은퇴했다. "켄터키 대령"이라는 별명을 가졌던 콤즈는 경기장 안팎에서 신사로 알려져 있었다. 그는 선수 은퇴 후에도 오랫동안 코치로 야구계에 남아 있었다.

## 인물 정보

### 어린 시절
콤즈는 켄터키주 오슬리군 페브워스에서 태어났다. 어린 시절, 그는 나뭇가지를 방망이 삼아, 끈과 낡은 신발 재료로 만든 야구공으로 야구 경기를 했다.

### 대학교
콤즈는 1917년 페브워스를 떠나 켄터키주 리치먼드에 있는 이스턴 켄터키 주립 사범학교에 입학했다. 초기에는 이스턴이 학생들을 교사로 양성했다. 2년 과정을 마친 졸업생들은 종종 시골의 한 칸짜리 학교에서 일했다. 그들은 1학년부터 8학년까지 6세에서 십대까지 다양한 연령대의 40명 이상의 학생을 담당해야 했기 때문에 많은 관리 기술이 필요했다.
이스턴에서의 첫 해에 콤즈는 교직원 대 학생 야구 경기에서 뛰어난 활약을 보였고, 찰스 키스 박사(남자 학장 겸 야구 코치)의 권유로 학교 팀에 합류했다. 이스턴에서의 마지막 시즌 동안 .591의 타율을 기록했다. 이스턴을 졸업한 후, 콤즈는 고향인 오슬리군으로 돌아가 아이다 메이와 레비 두 곳의 한 칸짜리 학교에서 가르쳤다.

### 초기 야구 경력

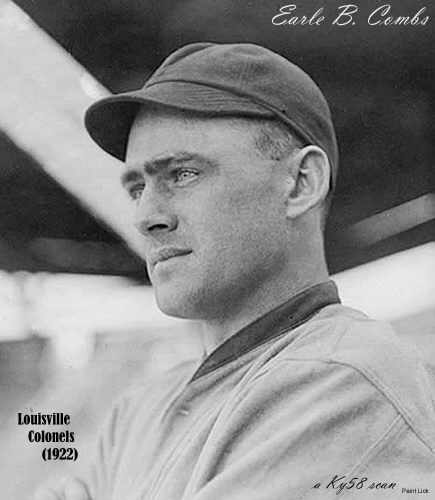
루이빌 커널스 소속 콤즈

콤즈는 여가 시간에 계속 야구를 했다. 그는 1921년 여름 파인 마운틴 리그에서 하이스플린트(하런 카운티 탄광 회사 팀) 소속으로 .444의 타율을 기록했다. 또한 렉싱턴 (켄터키주)을 기반으로 한 블루 그래스 리그의 렉싱턴 레즈에서 세미 프로 야구를 했다. 1922년 렉싱턴에서 콤즈는 아메리칸 어소시에이션의 루이빌 커널스의 주목을 받았다. 그를 스카우트한 후, 루이빌은 그에게 오슬리군에서 교사로 벌었던 월 37달러($572 오늘날)를 초과하는 급여를 제공하는 계약을 제안했다.
루이빌 데뷔는 불안했다. 그는 외야에서 여러 차례 실책을 저질렀다. 마지막 실책은 상대 팀에 경기를 이기는 데 필요한 2점을 주었다. 그 후 낙담한 콤즈는 "떨어진 공을 쫓아가면서 계속 달려 펜스를 넘어 페브워스에 도착할 때까지 멈추지 않을까 유혹에 빠졌다"고 말했다. 그는 전년에 고등학교 연인이었던 루스 맥컬럼과 결혼했으며 자신의 미래에 대해 걱정했다.
커널스의 감독이자 나중에 양키스의 감독이 된 조 매카시는 콤즈가 무엇을 할 수 있는지 알았고 그에게 "이봐, 자네가 이 팀의 중견수로 적합하다고 생각하지 않았다면 자네를 거기에 두지 않았을 거야, 그리고 난 계속 자네를 거기 둘 거야"라고 말했다. 콤즈는 곧 기량을 되찾아, 1922년 .344, 1923년 .380을 기록하며 커널스에서 활약했고, 외야에서 빠른 수비와 공격에서 무모한 도루로 명성을 얻었다.

### 메이저 리그 시절
1924년, 뉴욕 양키스는 치열한 입찰 경쟁에서 승리하여 콤즈의 계약을 50,000달러(현재 가치로 $755,049달러)에 구매했다. 당시로서는 상당히 큰 금액이었지만, 콤즈가 뉴욕에서 즉각적인 성공을 거두면서 양키스에게 큰 이익을 가져다주었다. 콤즈는 루키 시즌(1924년 여름)에 중견수로 뛰며 .400의 타율을 기록했으나, 6월 15일 클리블랜드의 리그 파크 (클리블랜드)에서 홈 플레이트로 슬라이딩하다 발목 골절을 당했다. 대타 한 차례 출장을 제외하고는 그 루키 시즌에 더 이상 경기에 출전하지 못했다.
다음 해, 밀러 허긴스 감독은 콤즈를 양키스의 리드오프 타자로 기용했다. 그는 선수 생활의 나머지 11년 동안 이 자리를 지켰다. 1925년에는 .342의 타율을 기록하고 117 득점을 올렸다. 그의 최고의 해(1927년)에는 .356의 타율, 231 안타, 131 득점, 36 2루타 및 리그 최다인 23 3루타를 기록했다. 그는 다음 해에도 3루타 부문에서 리그 선두를 차지했으며, .310의 타율로 최우수 선수 투표에서 6위를 기록했다. 그는 1929년에 .345, 1930년에 .344를 기록하며 다시 3루타 부문 리그 선두를 차지했다.
콤즈는 1934년 7월 심각한 사고를 당했다. 세인트루이스의 스포츠맨스 파크에서 기온 38도 이상의 날, 그는 플라이 볼을 잡으러 외야 펜스에 충돌하여 두개골 골절, 어깨 골절, 무릎 손상을 입었다. 며칠 동안 생명이 위독하다는 보고가 있었고, 두 달 이상 입원했다. 다음 시즌에 그는 복귀를 시도했지만 또 다른 심각한 부상을 당했다. 그 부상은 양키스가 다음 시즌에 조 디마지오라는 신인 중견수를 영입할 예정이라는 사실과 함께 콤즈가 36세의 나이로 은퇴를 결정하게 만들었다.
그의 경력 동안 콤즈는 타율 .325, 출루율 .397을 기록했으며, 시즌당 평균 약 200안타, 75볼넷, 단 31삼진을 기록했다. 그는 세 차례의 월드 시리즈 우승(1927년, 1928년, 1932년)을 경험했다. 또한 양키스 팀 기록인 한 시즌 최다 3루타(1927년 23개)를 세웠다. 그는 11시즌 동안 타율이 .282 아래로 떨어진 적이 없었으며, 1925년부터 1933년까지 113점 미만의 득점을 기록한 적이 없었다. 네 번의 월드 시리즈에서 콤즈는 타율 .350, 출루율 .443을 기록했다. 그는 시즌당 평균 17개의 3루타를 기록했으며, 통산 수비율은 리그 평균보다 7점 높았다.

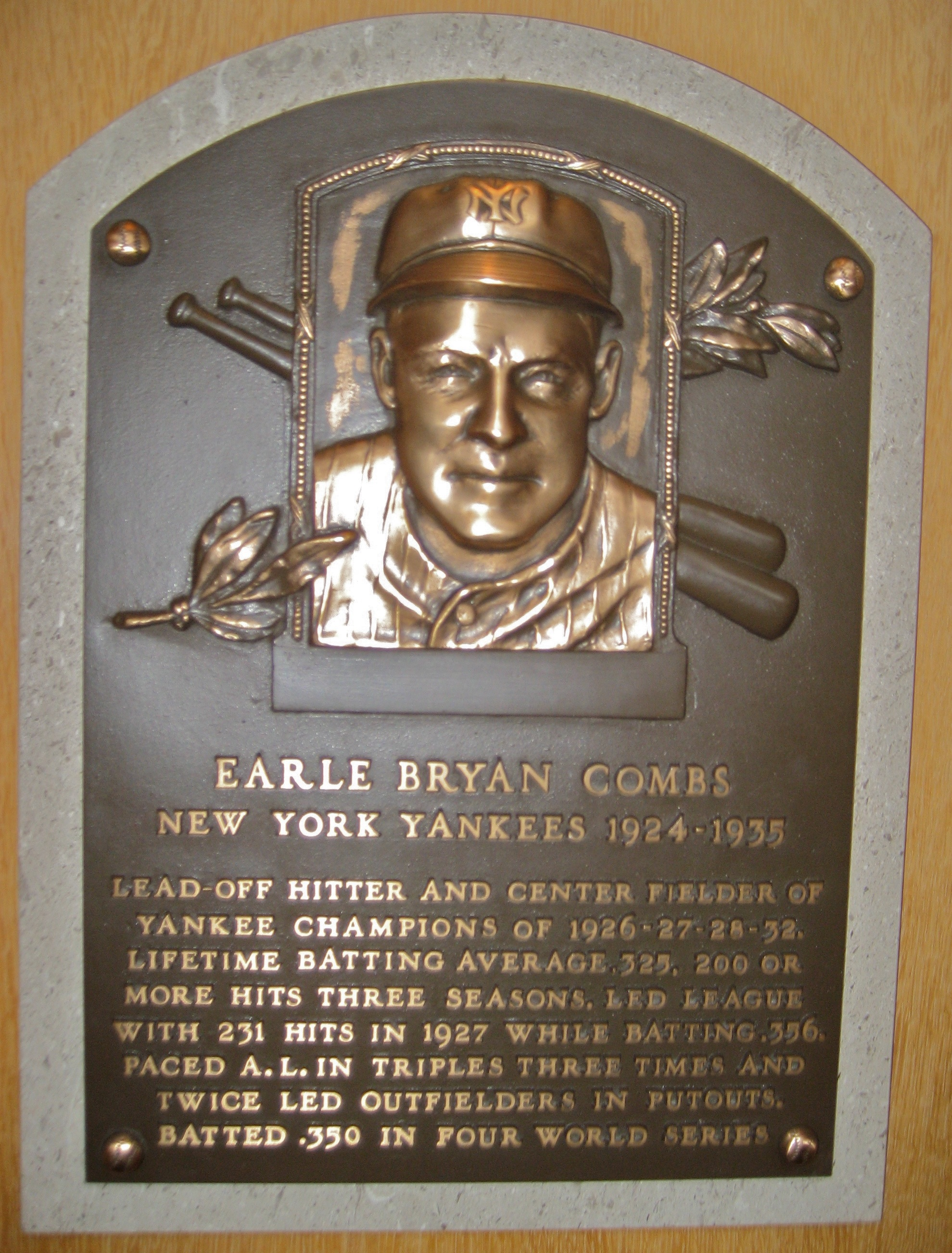
미국 야구 명예의 전당에 있는 콤즈의 명판.

밀러 허긴스는 한때 "자네 야구팀에 아홉 명의 콤즈가 있다면 매일 밤 아기처럼 잠들 수 있을 거야"라고 말했다. 조 매카시 (또 다른 오랜 양키스 감독)는 "얼 콤즈처럼 문제가 적은 선수만 있었다면 야구 감독들에게 많은 급여를 지불하지 않았을 거야"라고 말했다. 베이브 루스는 "콤즈는 훌륭한 야구 선수 그 이상이었다. 그는 항상 최고 수준의 신사였다"라고 말했다. 미국의 스포츠 작가이자 야구 역사가인 프레드 립은 콤즈에 대해 "스포츠 기자들 사이에서 양키스에서 가장 좋아하는 야구 선수가 누구냐고 투표를 한다면 콤즈가 선택되었을 것"이라고 썼다.
선수 은퇴 후 그는 거의 20년 동안 코치로 야구계에 남았다. 1936년 양키스 코치직을 제안받았고, 새로운 보직을 시작하면서 그의 후임자(디마지오)에게 양키 스타디움 (1923년) 외야의 미묘한 차이를 가르쳤다. 그는 1944년까지 양키스에서, 1947년에는 세인트루이스 브라운스에서, 1948년부터 1952년까지는 보스턴 레드삭스에서 코치로 활동했다. 1953년 3월 보스턴 코치진에서 은퇴한다고 발표하면서 가족과 켄터키 농장에서 더 많은 시간을 보낼 것이라고 말했다. 그는 1954년 필라델피아 필리스 코치로 복귀했다.

### 야구 은퇴 후 생활
1954년 야구에서 은퇴한 후, 콤즈는 매디슨군에 있는 400에이커의 농장으로 돌아왔다. 그는 A. B. '해피' 챈들러 주지사(전 야구 커미셔너)의 두 번째 임기(1955~1959년) 동안 켄터키 주 은행 위원으로, 이스턴의 이사회 이사(1959~1975년)로 재직했다. 1962년 11월, 그는 이스턴의 기숙사 건물인 얼 B. 콤즈 홀의 주춧돌을 놓았다. 1970년 6월, 리치먼드 어바인-맥다월 공원의 리틀 리그 야구장은 그의 이름을 따서 명명되었다. 2006년, 그는 이스턴 체육 명예의 전당의 창립 멤버로 헌액되었으며, 매년 그를 기리는 운동 장학금이 지급된다.
콤즈는 1970년 베테랑 위원회에 의해 명예의 전당에 헌액되었다. 그는 이 영광을 알게 되자 "명예의 전당은 나 같은 평범한 선수가 아니라 슈퍼스타들을 위한 곳이라고 생각했다"라고 말했다. 세이버메트릭스 전문가 빌 제임스는 콤즈를 명예의 전당에 헌액될 자격이 없는 10명의 예시 중 하나로 꼽았다.
콤즈와 그의 아내 루스(1901~1989)는 얼 주니어, 찰스, 도널드 세 아들을 두었다. 오랜 투병 끝에 그는 1976년 7월 21일(향년 77세) 리치먼드 (켄터키주)에서 사망했다. 그는 리치먼드 공동묘지에 안장되어 있다.

### 경력 통계
| 년도 | 경기 | PA   | AB   | R    | H    | 2B  | 3B  | HR | RBI | SB | BB  | SO  | AVG  | OBP  | SLG  | FLD% |
| 12   | 1455 | 6514 | 5746 | 1186 | 1866 | 309 | 154 | 58 | 633 | 98 | 670 | 278 | .325 | .397 | .462 | .974 |

1926년, 1927년, 1928년, 1932년 총 16경기에서 콤즈는 월드 시리즈에서 타율 .350(60타수 21안타)를 기록했으며, 17득점, 3개의 2루타, 1개의 홈런, 9타점, 10개의 볼넷을 기록했다.

## 같이 보기
- 메이저 리그 베이스볼 통산 3루타 리더 목록
- 메이저 리그 베이스볼 통산 득점 리더 목록
- 메이저 리그 베이스볼 연간 3루타 리더 목록
- 메이저 리그 베이스볼 3루타 기록 목록
- 메이저 리그 베이스볼 선수 중 한 팀에서만 전체 경력을 보낸 선수 목록